# Hatzburg
Die Hatzburg ist eine abgegangene Niederungsburg vom Typus einer Turmhügelburg (Motte), die bei Wedel (Kreis Pinneberg in Schleswig-Holstein) in der Marsch am Geestrand lag. 

## Geschichte

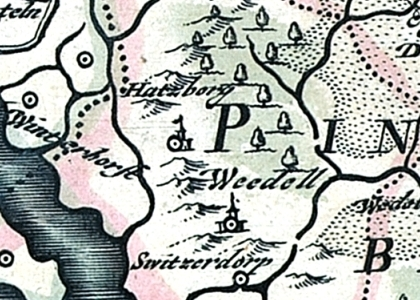
Die Hatzburg auf einem Ausschnitt aus der Landtcarte Von dem Furstenthumbe Stormarn. Anno 1650. von Johannes Mejer

Diese Burg wurde um 1300 durch die Grafen von Schauenburg erbaut. Erstmals wurde die Hatzburg 1311 auf einer Urkunde von Graf Adolf VI. von Holstein benannt. Mit dieser Urkunde vom 13. Dezember 1311 versprach Graf Adolf VI., den Hamburgern und anderen Kaufleuten von der Hatzburg aus keinen Schaden zufügen zu wollen. Um 1400 wurde die Burg als Herrschaftssitz aufgegeben – dieser wurde nach Pinneberg verlegt –, jedoch bis 1710 als Verwaltungssitz weiterbenutzt, ehe sie dem Verfall anheimfiel.

## Ausgrabungen
Das Landesamt für Vor- und Frühgeschichte von Schleswig-Holstein hat von 1987 bis 1989 Ausgrabungen durchgeführt. Die Funde und Analysen, darunter auch die Untersuchung und Datierung von Holzproben, ergaben, dass es sowohl eine ältere als auch eine jüngere Burg gab. Die ältere Burg war eine Turmhügelburg mit vermutlich einem hölzernen Turm auf einem künstlich aufgeschichteten Erdhügel. Dieser Turm wurde später abgerissen, und es wurde ein Bergfried aus Steinen errichtet. Bei den Ausgrabungen wurden Fundamente freigelegt, die einen Bergfried von 1430 und einen Feldstein-Ziegelstein-Turm aus den Jahren um 1495 zeigten. Die Mehrzahl der geborgenen Ausgrabungsfunde, darunter Siegburger Steinzeug, befindet sich im Archäologischen Landesamt in Schleswig. Einige Funde sind im Stadtmuseum Wedel zu finden.

## Heute
In der Landschaft lassen nur einige flache Hügel den ehemaligen Standort erahnen. Auf Luftbildaufnahmen ist die Mottenanlage als ovale Linie erkennbar.
Ein Modell des Wehrturms nach den Erkenntnissen der Ausgrabungen ist in der Nähe des ehemaligen Standorts an der Hatzburgtwiete aufgestellt.

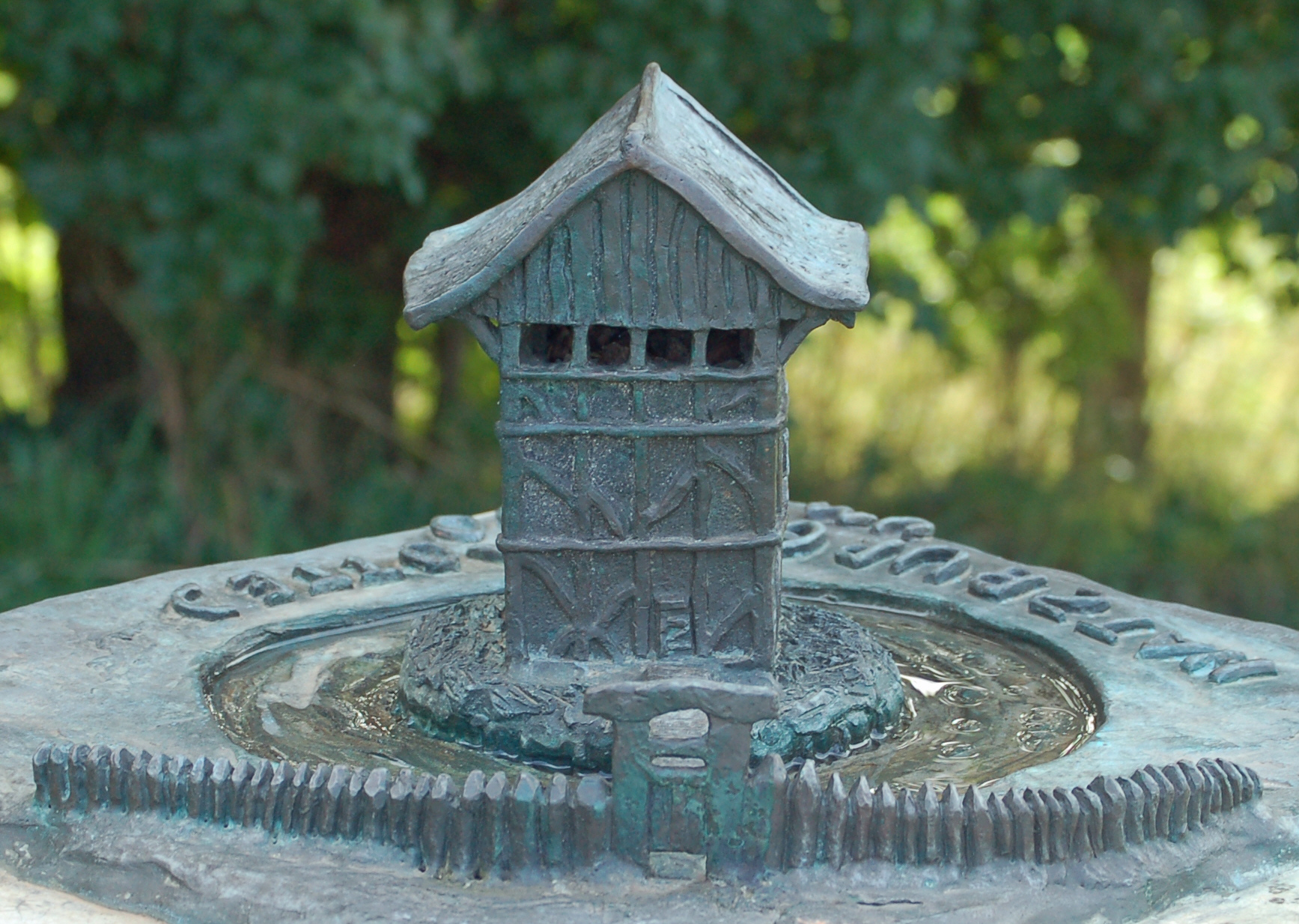
Modell des Wehrturm der ehemaligen Hatzburg an der Hatzburgtwiete in Wedel.
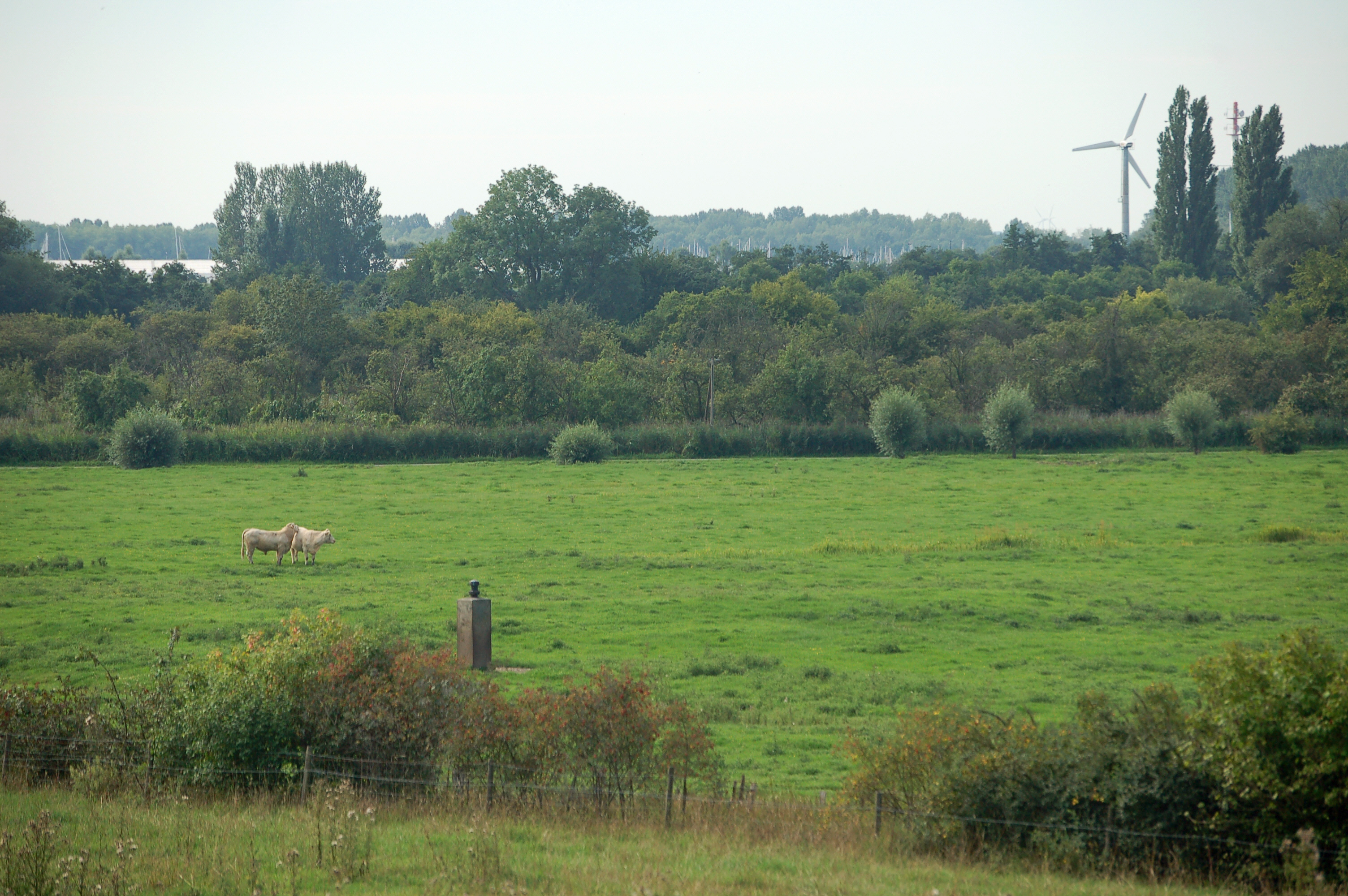
Standort der ehemaligen Hatzburg in Wedel.